# Karshomyia viburni
Karshomyia viburni är en tvåvingeart som först beskrevs av Ephraim Porter Felt 1907.  Karshomyia viburni ingår i släktet Karshomyia och familjen gallmyggor.
Artens utbredningsområde är New York. Inga underarter finns listade i Catalogue of Life.